# Allan A. Goldstein
Allan A. Goldstein (Brooklyn, 23 maggio 1949) è un regista, sceneggiatore e produttore cinematografico statunitense.

## Filmografia

### Regista

#### Cinema
- A Warehouse for Bodies - cortometraggio documentaristico (1979)
- L'ultima scelta di Max (The Outside Chance of Maximilian Glick) (1988)
- Intrigo mortale (Cold Front) (1989)
- Chain Dance - Sotto massima sicurezza (Chaindance) (1991)
- Il giustiziere della notte 5 (Death Wish V: The Face of Death) (1994)
- Memoria immortale (Memory Run) (1995) Uscito in home video
- Virus (1996)
- Jungle Boy (1998)
- Home Team (1998)
- Giustizia tradita (When Justice Fails) (1999)
- 2001: Un'astronave spuntata nello spazio (2001: A Space Travesty) (2000)
- Una sola via d'uscita (One Way Out) (2002) Uscito in home video
- Dorian (2003)
- Fire (2004) Uscito in home video

#### Televisione
- 7th Annual Young Comedians Show – Special TV (1982)
- The House of Dies Drear – film TV (1984)
- The Dining Room – film TV (1984)
- American Playhouse – serie TV, 2 episodi (1984-1985)
- The Lawrenceville Stories – miniserie TV, 3 episodi (1986-1987)
- Trying Times – serie TV, 1 episodio (1987)
- Le nuove avventure di Guglielmo Tell (Crossbow) – serie TV, 3 episodi (1987)
- T and T – serie TV, 2 episodi (1988)
- Linea segreta (The Phone Call) – film TV (1989)
- Max Glick – serie TV, 1 episodio (1991)
- Joe Bob's Drive-In Theater – serie TV, 1 episodio (1995)
- Vents contraires – film TV (1995)
- Midnight Heat – film TV (1996)
- Dog's Best Friend – film TV (1997)
- Adrian è scomparso (Loss of Faith) – film TV (1998)
- Snakeman - Il predatore (The Snake King) – film TV (2025)

### Sceneggiatore

#### Cinema
- Combat Dance - A colpi di musica (Rooftops), regia di Robert Wise (1989)
- Il giustiziere della notte 5 (Death Wish V: The Face of Death), regia di Allan A. Goldstein (1994)
- Memoria immortale (Memory Run), regia di Allan A. Goldstein (1995) Uscito in home video
- Jungle Boy, regia di Allan A. Goldstein (1998)
- Fire, regia di Allan A. Goldstein (2004) Uscito in home video
- The Next Vigilante, regia di Marc Vorlander (2013) Non accreditato

#### Televisione
- Snakeman - Il predatore (The Snake King), regia di Allan A. Goldstein – film TV (2025)

### Attore

#### Cinema
- Il giustiziere della notte 5 (Death Wish V: The Face of Death), regia di Allan A. Goldstein (1994)
- Virus, regia di Allan A. Goldstein (1996)
- The Next Vigilante, regia di Marc Vorlander (2013) Non accreditato